# الفردو مرینو
الفردو مرینو (انگلیسی: Alfredo Merino؛ زادهٔ ۱۳ مهٔ ۱۹۶۹) بازیکن فوتبال اهل اسپانیا است.